# Station Limerlé
Station Limerlé is een voormalig spoorwegstation langs spoorlijn 163 (Libramont – Bastenaken – Gouvy) in de Belgisch-Luxemburgse plaats en deelgemeente Limerlé, in de gemeente Gouvy.
Het station is geopend in 1884 en gesloten in 1984.
Het station was van het Type 1873.
Het station is ernstig beschadigd in 1944/1945 en in 1985 verder vernield. Er is anno 2019 niets meer van over.

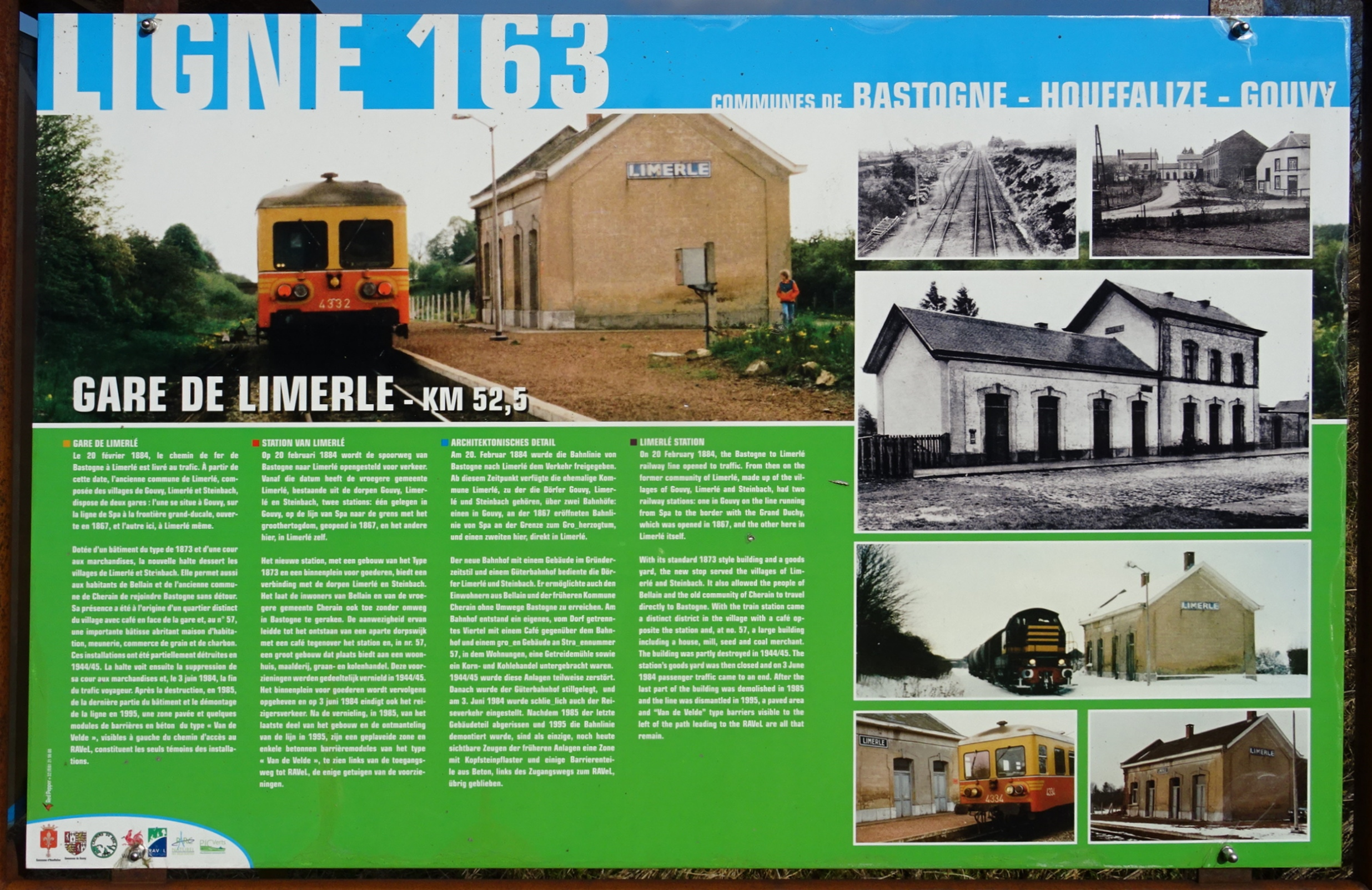
Informatiebord bij voormalig station Limerlé. Het bord toont de geschiedenis van het station en een aantal historische foto's. De foto rechtsboven toont de weg naar het voorplein, met links het café, in het midden het station en rechts het grote gebouw

## Aantal instappende reizigers
De grafiek en tabel geven het gemiddeld aantal instappende reizigers weer op een week-, zater- en zondag.
| Tabel: aantal instappende reizigers station Limerlé | Tabel: aantal instappende reizigers station Limerlé | Tabel: aantal instappende reizigers station Limerlé | Tabel: aantal instappende reizigers station Limerlé |
|                                                     | Weekdag                                             | Zaterdag                                            | Zondag                                              |
| --------------------------------------------------- | --------------------------------------------------- | --------------------------------------------------- | --------------------------------------------------- |
| 1977                                                | 30                                                  | 13                                                  | 7                                                   |
| 1978                                                | 54                                                  | 10                                                  | 21                                                  |
| 1979                                                | 49                                                  | 24                                                  | 14                                                  |
| 1980                                                | 62                                                  | 24                                                  | 22                                                  |
| 1981                                                | 52                                                  | 20                                                  | 10                                                  |
| 1982                                                | 44                                                  | 40                                                  | 36                                                  |
| 1983                                                | 51                                                  | 31                                                  | 34                                                  |

0,0: Libramont ·
3,5: Ourt ·
6,6: Bernimont ·
10,5: Wideumont ·
15,7: Rosières ·
18,9: Morhet ·
22,2: Sibret ·
24,2: Villeroux ·
28,7: Bastenaken-Zuid ·
29,8: Bastenaken-Noord ·
33,4: Bizory ·
38,9: Bourcy ·
44,6: Tavigny ·
52,5: Limerlé ·
58,9: Gouvy ·
66,4: Beho ·
69,0: Maldange ·
71,4: Weisten ·
74,2: Crombach ·
79,0: Sankt Vith